# Экономическая экспансия
Экономическая экспансия или подъём — фаза экономического цикла, период высокой деловой активности, процветания, активных инвестиций в новое производство.
Также экономической экспансией называют расширение сферы экономического господства того или иного государства или компании.